# Matshelagabedi
Matshelagabedi is een dorp in het district North-East in Botswana. De plaats telt 2871 inwoners (2011).

## Geboren
- Glody Dube (1978), atleet